# 八巻九万
八巻 九万（八卷 九萬、やまき くまん、1852年12月14日（嘉永5年11月4日）- 1929年（昭和4年）4月1日）は、明治から昭和初期の大地主、政治家。衆議院議員、山梨県会議長。号・水竹漁史。幼名は熊太郎。

## 経歴
甲斐国巨摩郡箕輪村（山梨県北巨摩郡安都那村箕輪、高根村、高根町を経て現北杜市高根町箕輪）で、大地主の家に生まれる。父は勘弥、母はちゑ子。徽典館で学び、その後も学業を続けたいとの希望がかなえられず出奔し、上京して慶應義塾で学んだ。父の病の知らせにより帰郷して看病に手を尽くしたが死去し、家督を相続して東京に戻り、学業を終えて帰郷した。
戸長、区長総代理、学区総取締などを歴任。1879年（明治12年）山梨県会議員に選出され、同議長も務めた。漸進主義の立場で自由民権運動に参加した。また、甲信鉄道の敷設に尽力した。
1890年（明治23年）7月、第1回衆議院議員総選挙に山梨県第1区から大成会所属で出馬して当選し、衆議院議員に1期在任した。1894年（明治27年）9月の第4回総選挙（山梨県第1区、無所属）に立候補したが落選した
晩年に東京で山梨共修社を設立して郷土子弟の育英に尽くした。

## 親族
- 三男 八巻連三（明治火災保険取締役社長）[11]

## 伝記
- 『八巻九万翁 乾』山梨共修社、1934年。